# Lea Porsager
Lea Porsager, född 16 februari 1981 i Frederikssund i Danmark, är en dansk bildkonstnär inom film, skulptur och fotografi.
Lea Porsager utbildade sig på Det Kongelige Danske Kunstakademi i Köpenhamn mellan 2004 och 2010, med ett studieår 2008−2009 på Städelschule i Frankfurt am Main i Tyskland. Hon blev 2015 medlem i konstnärssammanslutningen Den Frie Udstilling. Hon påbörjade 2015 doktorandstudier vid Konsthögskolan i Malmö.
Lea Porsager deltog i Documenta (13) i Kassel 2012 med verket Anatta Experiment.
Hon fick 2014 Carl Nielsen og Anne Marie Carl-Nielsens Legat.
I april 2017 vann Porsager en av Statens fastighetsverk och Statens konstråd anordnad tävling om ett minnesmärke över tsunamikatastrofen 2004 att uppföras på Blockhusudden i Stockholm. Förslaget, Gravitational Ripples ("gravitationsvågor"), är ett jordkonstverk. Invigningen ägde rum 5 juni 2018.